# 五股箱屍案
五股箱屍案為發生於1976年台灣的重大刑事案件。被害人屍體裝於行李箱，並丟棄於臺灣臺北縣五股鄉（今日新北市五股區）河圳。因為台灣各式大眾媒體興起，從案發、錯認死者身份、刑求無關嫌疑者，到確認死者身分，進而追查出殺人真兇，歷經一百四十天的馬拉松式破案過程均由台灣新聞展現，成為台灣轟動一時的重大刑案，至今仍被視為台灣都市化與犯罪多樣化的指標刑案。另自本刑案後，警方偵辦案件開始採取刑事鑑識學辦案，刑求率亦開始下降。

## 偵辦進度表
- 1976年9月22日：於五股鄉河圳中發現女屍，警方研判死亡時間約在七天左右。目擊者表示凶嫌是一位年約30~40歲男子。
- 9月24日：台北縣警察局逮捕凶嫌楊清炳，其供認殺害一位化名為林小美的女子，但次日即翻供，並表示警方刑求。
- 10月2日：由於證明林小美根本沒死，楊清炳的冤屈得以洗刷，偵辦必須重起爐灶。
- 1977年2月9日：刑事警察局證實被害人身份為林菊，並根據林菊家人的證詞，指向其姐夫黃正雄行凶。
- 2月21日：黃正雄於花蓮市被發現已服毒自殺身亡。黃正雄是謀殺或過失致死變得不可考。
- 3月17日：台北地檢署劉敬一檢察官偵結，認定黃正雄為唯一凶手，並由於其已死亡，裁定不起訴處分。